# Piment TV
Piment TV (anciennement Kanal Austral) est une chaine de télévision installée sur l'île de la Réunion et gérée par Jean-Claude Coindin, (chef d'entreprise réunionnais).
Les thèmes de la chaîne sont la gastronomie, le tourisme, la culture et la musique de l'Océan Indien. 
Piment TV redevient Kanal Austral Début 2018. 

## Création
Cette chaîne a été créée en 2012 par Serge Lacour, François Orre et Jean-Claude Coindin,.

## Diffusion
Piment TV a commencé sa diffusion sur les réseaux de SFR Réunion/Mayotte (chaine 402), et sur la fibre optique de ZEOP Réunion (chaine 6). Depuis le 27 avril 2017, elle émet aussi sur le bouquet de Canal+ via Canalsat réunion (chaine 23).

## Thématiques
Piment TV s'intéresse particulièrement aux thèmes suivants:
- La Musique de l'océan Indien
- La cuisine
- La culture de l'océan indien dans sa globalité.